# Choni de Cirkeltrekker

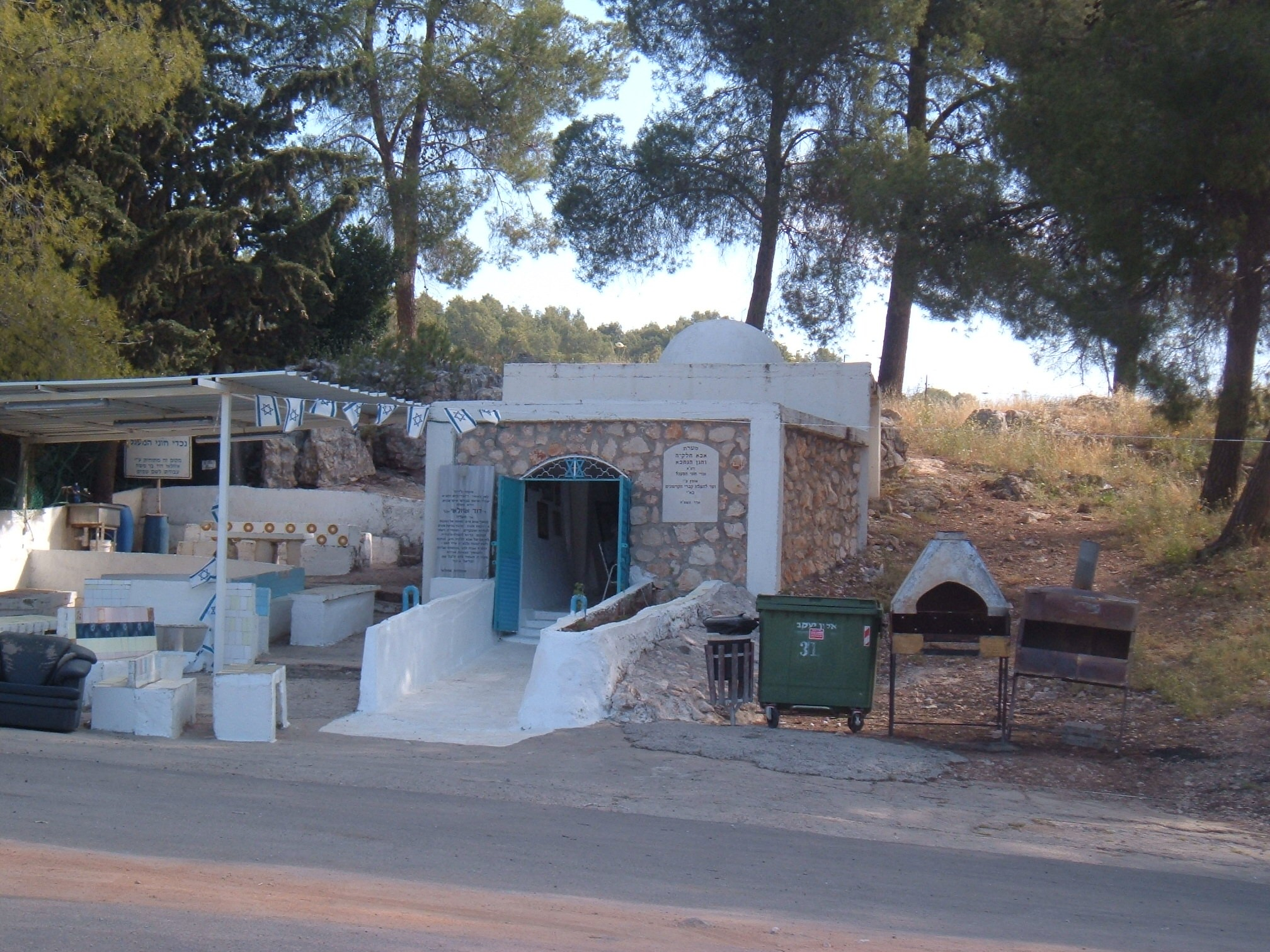
Het graf van Choni de Cirkeltrekker in Hatzor HaGlilit, Galilea

Choni de Cirkeltrekker (Hebreeuws: חוני המעגל, Choni HaMe'agel) was een Joodse geleerde en vermeend wonderdoener uit de 1e eeuw v.Chr.
In de Talmoed zijn twee variaties van het verhaal van Choni te vinden. 
De verhalen spelen zich af in een tijd waarin er verzet was tegen de opvattingen van de Joden uit Judea. Verschillende profeten en wonderdoeners poogden volgelingen te werven, waaronder Choni.

## Cirkel in het zand
Hij dankt zijn bijnaam aan een wonder zoals geschreven in de Babylonische Talmoed. 
Het verhaal beschrijft hoe Choni bidt tot God om regen te vragen. Het bleef echter droog, waarop hij een cirkel in het zand trok en naar binnen trad.
Hij vertelde God dat hij zou blijven tot de regen kwam. Met miezer nam hij geen genoegen en bad nogmaals. Antwoord kwam in de vorm van hevige regen, waarop hij God vroeg te bedaren. 